# Elevo
O Elevo é um grupo português de engenharia e construção, resultado da fusão da Edifer, Monte Adriano Engenharia e Construção, Eusébios e Hagen Engenharia.
Deste movimento de consolidação do sector da construção e engenharia, promovido em 2012 pelo Fundo Vallis de Consolidação do Sector da Construção, resultou também a integração no Grupo Elevo de participadas daquelas quatro empresas presentes em segmentos muito especializados do mercado, como a Edimetal (fachadas metálicas), Tecnasol (fundações e geotecnia), serviços de ambiente e energia, produção de agregados e betuminosos, concessões rodoviárias e imobiliário.
Em setembro de 2017, a Elevo foi adquirida pela Nacala Holdings, uma sociedade que tem como acionistas Gilberto Silveira Rodrigues, com 75% das ações, e Pedro Antelo, com 25%, ex-CEO e ex-CFO da Mota-Engil África, respetivamente. A Nacala Holdings também é proprietária, desde maio de 2018, da construtora Ramos Catarino.
Com obra feita em mais de duas dezenas de países, o Grupo Elevo tem sede em Lisboa e está hoje presente em Portugal, Geórgia, Israel, Quénia, Malawi, Zâmbia, Camarões, Marrocos, África do Sul, Angola, Moçambique e Cabo Verde.
Em 2016, o Grupo Elevo registou um Volume de Negócios de cerca de 4500 Milhões de euros, tinha 4500 colaboradores e uma carteira de encomendas de 2.000 Milhões de euros.

A Ponte Vasco da Gama, a estação ferroviária do Oriente e o Centro Cultural de Belém, em Lisboa, a ponte Infante Dom Henrique, no Porto são, a par com a expansão dos aeroportos internacionais de Lisboa e Porto, algumas das obras em Portugal, que tiveram a participação das empresas que deram origem ao Grupo Elevo.